# If This Is Love
If This Is Love è il primo singolo estratto dall'album di debutto del gruppo pop britannico The Saturdays intitolato Chasing Lights.
Pubblicato ufficialmente il 28 luglio 2008, il singolo contiene come melodia di accompagnamento un campionamento della base ritmica di Situation degli Yazoo.

## Tracce
CD Singolo UK
1. "If This Is Love" (Radio edit) – 2:58
2. "What Am I Gonna Do?" (Duck Blackwell, Paddy Dalton) – 3:16

Singolo Digitale
1. "If This Is Love" – 3:24
2. "What Am I Gonna Do?" – 3:15

Singolo Digitale iTunes
1. "If This Is Love" – 3:24
2. "If This Is Love" (Moto Blanco Club Mix) – 7:43

## Classifiche
| Classifica (2008)         | Posizione |
| ------------------------- | --------- |
| Eurochart Hot 100 Singles | 33        |
| Euro Digital Songs        | 17        |
| Euro Digital Tracks       | 16        |
| Official Singles Chart    | 8         |